# Långtjärnen (Burträsks socken, Västerbotten, 717560-169743)
Långtjärnen är en sjö i Skellefteå kommun i Västerbotten och ingår i Rickleåns huvudavrinningsområde.